# Hearts of Iron
Hearts of Iron (HoI) (с англ. — «Железные сердца») — компьютерная игра, разработанная шведской фирмой Paradox Interactive в 2002 году. В русской локализации, осуществлённой студией Snowball Interactive и изданной ей совместно с фирмой «1С», игра получила название «День Победы».
Hearts of Iron продолжает серию глобальных стратегий от Paradox Interactive, начало которой положила игра Europa Universalis той же студии. Как и в первой игре серии, в HoI игрок может управлять любым из существующих в мире государств, но действие происходит в другой временной период — с 1936 по 1948 год (изначально в игре было три сценария, начинавшихся соответственно в 1936, 1939 и 1941 годах; в более поздних версиях HoI 1 и в HoI 2 присутствует сценарий, начинающийся в 1944 году, а в одном из патчей к HoI 2 добавлен сценарий 1939 года.) Особенностью новой игры стало увеличение роли военных действий, так как игра в первую очередь посвящена Второй мировой войне. По сравнению с Europa Universalis существенно изменились все аспекты игры, добавилось обширное технологическое древо, появились авиация и ядерное оружие. Как и в предыдущих играх серии, предусмотрен перенос сохранённых игр с достигнутыми результатами из одной игры в другую в хронологическом порядке.
| Сводный рейтинг    | Сводный рейтинг |
| Агрегатор          | Оценка          |
| ------------------ | --------------- |
| GameRankings       | 75,39 %         |
| Metacritic         | 72/100          |
| Иноязычные издания |                 |
| Издание            | Оценка          |
| CGW                | [ 6 ]           |
| Eurogamer          | 6/10            |
| GameSpot           | 7/10            |
| GameZone           | 7,5/10          |
| IGN                | 8,5/10          |
| PC Gamer (US)      | 90 %            |
| PC Zone            | 85 %            |

| Сводный рейтинг | Сводный рейтинг |
| Агрегатор       | Оценка          |
| --------------- | --------------- |
| GameRankings    | 80,60 %         |

## Продолжения

### Hearts of Iron II
В 2005 году вышло продолжение — Hearts of Iron II.
Значительно изменилась механика боя, увеличилось число провинций (что расширило значение манёвра на театре военных действий), более точно представили некоторые рода войск (например, кавалерию) и типы бригад. Партизаны на оккупированных территориях серьёзно влияют на скорость восстановления воинских частей и на их эффективность в бою. Полностью изменили систему научных исследований: появились заранее заданные для каждой страны конструкторские бюро, одновременно проводится не более 5 исследований, за опережение исследований по сравнению с исторической датой открытия конструкторское бюро получает штраф на скорость изучения, исследуются не отдельные усовершенствования, а организационная структура войск (пехота 1936 г., пехота 1942 г., зенитная бригада)
Незначительно изменились графика, экономика (например, появился новый ресурс — деньги, необходимый для исследований, разведывательной и дипломатической деятельности), другие особенности игры, добавлены мини-сценарии (такие как «План Барбаросса» и «Гражданская война в Испании», «Советско-финская война», сражения на Тихом океане).
4 апреля 2006 года вышло официальное дополнение к игре — Hearts of Iron II: Doomsday (в русской локализации — «День Победы II: Новая война»), в котором добавлен альтернативно-исторический сценарий, посвящённый войне США и СССР после победы над Германией (начало сценария — октябрь 1945 года), и появился ряд новых особенностей, главной среди которых является возможность шпионажа; время действия игры продлено до 1954 года.
27 марта 2007 года было выпущено второе дополнение — Hearts of Iron II: Doomsday — Armageddon (в русской локализации — «День Победы II: План Сталина»). Дополнение внесло несущественные изменения в геймплей и добавило 2 альтернативно-исторических сценария, ориентированных на сетевую игру (все игровые стороны в них сбалансированы и обладают примерно равными возможностями, а в одном сценарии к тому же разделены на 3 равных блока). Также максимальная продолжительность игры была продлена до 1964 года, что, однако, не привело к увеличению числа доступных технологий.
В 2010 году вышли два платных дополнения на движке HOI2: Arsenal of Democracy и Iron Cross (фактически модификация 34, с новой картой), 5 апреля 2011 года вышла ещё одна игра на основе HoI 2 — Darkest Hour. Все они были разработаны не Paradox Interactive, а сторонними студиями.

### Hearts of Iron III
20 августа 2008 года Paradox Interactive анонсировала Hearts of Iron III, которая вышла 7 августа 2009 года. До этой даты новый проект какое-то время был известен под кодовым названием Project Mayhem, что позволило любителям игр Paradox строить предположения насчёт того, какой будет новая игра. Было известно, что в HoI 3 на карте будет свыше 17000 наземных провинций, что намного больше, чем в какой-либо другой глобальной стратегии; провинции будут группироваться в области, как в Victoria: An Empire Under the Sun. Игра использует тот же движок, что и Europa Universalis III и Europa Universalis: Rome. 1 октября 2008 появились первые скриншоты HoI 3.